# Arthur P. Hayne
Arthur P. Hayne (Charleston, 1788. március 12. – Charleston, 1867. január 7. vagy 1867. január 6.) az Amerikai Egyesült Államok szenátora (Dél-Karolina, 1858).